# آب‌انبار پیرغیب
آب‌انبار پیرغیب مربوط به دوره صفوی است و در لار، خیابان حاج غفوری، محله پیرغیب واقع شده و این اثر در تاریخ ۱۹ مرداد ۱۳۸۴ با شمارهٔ ثبت ۱۲۷۰۸ به‌عنوان یکی از آثار ملی ایران به ثبت رسیده است.